# Ситарисы
Ситарисы (лат. Sitaris) — род жуков из семейства нарывников.
Характеризуются длинными нитевидными сяжками, расходящимися и заострёнными кзади надкрыльями, которые короче брюшка, и расщепленными коготками на лапках. 
Наиболее известный вид — Sitaris muralis, длиной до 1 см, чёрного цвета. Основание подкрыльев, а также брюшко у самок жёлтое. Живёт в Южной Европе и является паразитом в гнёздах пчел из рода Anthophora. Развитие его представляет собой гиперметаморфоз.